# Withius rebierei
Withius rebierei är en spindeldjursart som beskrevs av Jacqueline Heurtault 1971. Withius rebierei ingår i släktet Withius och familjen Withiidae. Inga underarter finns listade i Catalogue of Life.